# خزان غاز

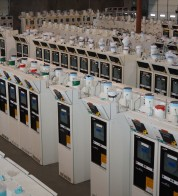
صور خزانات الغاز المجددة

خزانة الغاز عبارة عن اسطوانه  معدنية تستخدم لتوفير نظام تهوية العادم المحلي لجميع الغازات المستخدمة أو المتولده تقريبا في أشباه الموصلات،  والطاقة الشمسية، ونظام الكهروميكانيكية الصغرى، والنانو، والطاقة الشمسية الكهروضوئية، والتصنيع وغيرها من التقنيات المتطورة.
الهدف الاساسي من خزانات الغاز هو احتواء التسربات المحتملة في الأنابيب والتركيبات عند توصيل الأسطوانة. ويجب ان يستنفد الخزانة بواسطة مروحة مصممة خصيصًا له ونظام عازل للحرارة. يسحب نظام عادم الخزانة الغازات الخطرة المتسربة من الخزانة. وفي حالة وجود غاز قابل للاشتعال، ستحتوي الخزانة على اللهب لفترة من الوقت. ويامكاننا استخدام خزانة جديده بالاضافه إلى خزانات الغاز المستخدمة ويتم تجديدها حسب متطلباتها.

## الميزات
تتوفر في السوق تشكيلة متنوعة من خزانات الغاز بتكوينات مختلفة لأسطوانات الغاز، مثل تصميمات الزجاجات 1 و2 و3. يمكن أن تكون جديدة أو مستعملة أو مجددة. ويمكن أن تحتوي خزانة أسطوانة الغاز على العديد من المزايا بناءً على الغاز المحدد. تتضمن هذه الميزات مستشعر الغاز ورأس المرش ومستشعر التدفق الزائد والتشغيل التلقائي مع التطهير التلقائي ومستشعر الضغط الزائد.
يجب أن يستوفوا مواصفات قانون الحريق الموحد والرابطة الوطنية لحماية الحرائق. يجب عليهم الالتزام برموز معهد المعدات والمواد الخاصة برابطة الغاز المضغوط وأشباه الموصلات. من المهم أيضًا معرفة ما إذا كانت الخزانة متوافقة مع OSHA. توفر OSHA احتياطات سلامة إضافية تتضمن استخدام خزانات الغاز. وفي غياب مواصفات محددة أو غير معروفين، ينبغي للمستخدم أو المصمم أن يطلب المساعدة من مستشار محايد.
بالنسبة لخدمات الغاز التي هي "تنظيف خدمة الأكسجين (cFos)" أو لخدمة Ultra Pure، يتم عادة صنع المشعبات والتغيير عبر المجموعات من 1/4" OD، 316 L، أنابيب كهربية مصقولة (المعرِّف مصقول بالكهرباء). التركيبات المستخدمة للمنافذ والوصلات الأخرى هي تركيبة "VCR" فقط. يلزم التدريب للتعامل مع وصلات جهاز الفيديو وتركيبها بشكل صحيح باستخدام مجموعة متنوعة من مواد الحشوة المعدنية القابلة للإنعاش. تعتبر الحشيات المعدنية ضرورية لتحقيق معدلات تسرب عالية من الهيليوم.
ويمكن أن تكون خزانات الغاز المعادة أو المجدده أكثر فائدة من خزانات الغاز المستخدمة غير المُعاد تزويدها بمكيف الهواء بسبب العملية الشاملة المستخدمة في عمليات إعادة التهيئة لضمان توافق جميع الأنظمة مع مواصفات الشركة المصنعة. ويمكن استخدام أنواع مختلفة من خزانات الغاز، وفقًا لنوع الغاز في الأسطوانة. خزائن الغاز التلقائية مع مستشعرات متعددة مفيدة وتفي بالعديد من المتطلبات الأخرى.
وبالإمكان أيضًا تصنيع خزانة الغاز خصيصًا لتلبية احتياجات الشركة وبتكلفة أقل. يلزم استخدام خزانة الغاز للسلامة من الحرائق لأسطوانات الغاز، وتختلف المتطلبات على حسب الدولة. فنجد ان بعض الدول لا توجد بها لوائح متطوره وخاصه بالغازات الصناعية الخطرة نظرًا لقلة استخدام هذه الغازات في تلك الحالة أو عدم استخدامها على الإطلاق

## الأنواع
يتم تصنيف خزائن الغاز إلى أربعة أنواع رائجة حسب نوع الغاز:

### كتيب
وتستخدم خزانات الغاز هذه للغازات الخاملة وغير التفاعلية وغير السامة. ,وايضا هناك خزائن غاز تلقائية متاحة وبالتالي هذه الخزانات أقل فائدة عند مقارنتها بخزائن أوتوماتيكية.

### آلي كليا
تتوفر هذه الخزانات للغازات المسببة للتآكل والسامه والتفاعلية. فهي توفر التوصيل الآمن والنظيف للغازات فائقة النقاء. وقد صممت هذه النظم لرصد عدد كبير من مدخلات المرافق وأجهزة استشعار العمليات حسب الاحتياجات.

### التحول التلقائي
وتكون خزانات الغاز هذه مفيدة عند الحاجة إلى تدفق الغاز دون انقطاع. يمكن تعريف التحويل التلقائي لخزانات الغاز بواسطة مدخلات الكتلة أو الضغط. كما تتوفر برامج أيضًا لمقاييس الأسطوانات المتعددة في كل مشترك أو مصرف. كما يمكن إجراء عمليات التطهير دون أي مقاطعة للأسطوانات المتصلة.

## منافذ الصمامات
تعد مواصفات المخرج والصمام الخاصة بخزانات الغاز وأنظمة التوزيع جزءًا مهمًا من عملية الاختيار.

### أنواع الصمامات
يمكن تمييز خزانات الغاز بأنواع الصمامات المستخدمة للتحكم في التدفق. الصمامات اليدوية. يتم ضبط الصمامات أو فرعها يدويًا من خلال مقبض التحكم أو الذراع أو أي جهاز يدوي آخر. صمامات الملف اللولبي. يتم فتح الصمامات وإغلاقها عبر مغناطيس الملف اللولبي الذي يتم فرده بواسطة إشارة كهربائية. صمامات توجيه الهواء. يتم فرد الصمامات عبر إشارة هوائية.

### أنواع المنافذ
المنافذ هي عبارة عن فتحات في المشعب أو نظام التوزيع حيث يتم إنتاج وصلات المدخل والمخرج. وكل فتحة هي إما مدخل (إمداد) أو مخرج. ويتطابق عدد كل منها مع متطلبات التطبيق. كما تحدد كمية منافذ الإمداد عدد إمدادات السوائل المستقلة التي يمكن أن تتداخل مع نظام المشعب أو المشعب.
يحدد عدد منافذ الإخراج عدد المنافذ في النظام. ويتم تحديد ذلك بشكل متكرر كعدد من المنافذ أو الصمامات التي يمكن توصيلها بالمشعب أو يمكن توصيلها به. على سبيل المثال، يحتوي المشعب ذو 8 نقاط على 8 منافذ أو صمامات. تعتمد أحجام المنافذ تقريبًا على حجم الأنبوب أو الأنابيب مع بعض الخيارات المهمة. بالنسبة للغازات الصناعية، يمكن شراء مجاميع مصنوعة من الأنابيب المصنوعة من الفولاذ المقاوم للصدأ أو النحاس والنحاس، على الرغم من أن هاتين المادتين تخطيان الأنابيب المصنوعة من الفولاذ المقاوم للصدأ. (لاحظ الاختلافات بين الأنابيب والأنابيب). قد تكون خيارات الاتصال هي NPT أو VCO أو Flare أو أنواع أخرى.

## مواصفات
فيما يأتي توضيح مواصفات خزانة الغاز بدءًا من معدلات تدفق الغاز إلى الحجم المادي للنظام:

### أقصى ضغط
الضغط يصف مقدار القوة المبذولة على النظام بواسطة الغاز الموجود والمضغوط. لن تتجاوز معظم الغازات المضغوطة من 2000 إلى 2640 رطلاً لكل مقياس مربع (psig)، ولكن بعضها قد يصل إلى ضغط يبلغ 6000 رطل لكل بوصة مربعة. تحدد أضعف نقطة في النظام حد الضغط، وبالتالي قد تؤدي أي أجزاء تضعف بفعل الحرارة أو التآكل أو الضغط إلى خفض الحد الأقصى لضغط النظام أو التسبب في تمزق الحاوية. وفي كثير من الأحيان يكون هذا عند نقطة اللحام.